# San Pietro in Vincoli
San Pietro in Vincoli är en kyrkobyggnad och mindre basilika i Rom, helgad åt den helige aposteln Petrus. Kyrkan är belägen vid Piazza di San Pietro in Vincoli i Rione Monti och tillhör församlingen Santi Silvestro e Martino ai Monti. Tillnamnet ”Vincoli” (plural av italienskans vincolo) kommer av latinets vinculum, "boja".  I kyrkan finns en relik, som anses utgöra de kedjor som Petrus var fjättrad med i Jerusalem och Rom; hans befrielse ur dem firades under äldre tid på dagen Petri fäng.
Kyrkan är känd för att den hyser Michelangelos skulptur Mose.
San Pietro in Vincoli är sedan år 499 titelkyrka.